# ジャック・コールマン (俳優)
ジャック・コールマン（Jack Coleman, 1958年2月21日 - ）は、アメリカ合衆国ペンシルヴェニア州出身の俳優である

## 出演作品

### 映画
- アルマゲドン2009
- カウベルズ パパのビジネスを救え!
- スティーヴン・キングのキングダム・ホスピタル
- サスピション/殺意の香り
- ラスト・ライツ
- 核弾頭メデューサ
- エンジェルス2
- ディープクライシス
- スペース・トラップ
- ラブダウン
- アンタッチャブル・リターンズ
- サイキック・バンパイア

### テレビシリーズ
- ヴァンパイア・ダイアリーズシーズン3
- クリミナル・マインド7 FBI行動分析課
- Dr.HOUSE ―ドクター・ハウス― シーズン7
- THE MENTALIST メンタリストの捜査ファイルシーズン3
- HEROES/ヒーローズ ファイナル・シーズン（ノア・ベネット）
- HEROES/ヒーローズ シーズン3（ノア・ベネット）
- HEROES/ヒーローズ シーズン2（ノア・ベネット）
- HEROES/ヒーローズ シーズン1（ノア・ベネット）
- アントラージュ★オレたちのハリウッド シーズン3
- WITHOUT A TRACE/FBI 失踪者を追え! シーズン3
- CSI:マイアミ3
- NIP/TUCK マイアミ整形外科医
- ダイナスティ
- キャッスル 〜ミステリー作家は事件がお好き
- バーン・ノーティス 元スパイの逆襲（ストロング）
- HEROES　Reborn/ヒーローズ・リボーン(ノア・ベネット)
- シカゴ P.D.（ボブ・ルゼック）
- ウエストワールド (ケン・ウィットニー)